# Arcobara
Arcobara (Arcobadara, Arkobadara, en griego antiguo: Ἀρκοβάδαρα) fue una ciudad dacia mencionada por Claudio Ptolomeo.
Tras las numerosas campañas de excavación en Ilișua, identificada epigráficamente con la antigua Arcobadara, se acumuló una impresionante cantidad de objetos, destacando la intensa vida económica que latía aquí tras la ubicación del campamento auxiliar, seguida de la formación de un rico y extenso asentamiento romano.  Se desenterraron varias categorías de piezas: broches, monedas, inscripciones y monumentos escultóricos, bronces esmaltados, herramientas, lámparas de aceite.
Hasta la fecha, se han descubierto 610 monedas romanas en el campamento.
La identificación del asentamiento civil cercano al campamento romano de Ilișua con el Arcobadara romano se basó en la lectura correcta de la inscripción del altar fragmentario descubierto en el otoño de 1989 en la zona del vicus militar.

### Antiguas
- Anonymous (C.  Siglo I-IV). Tabula Peutingeriana (en latín).
- Ptolemy, Claudius (c. 140). Geographia [Geography] (en griego antiguo). Sumptibus et typis Caroli Tauchnitii.

### Modernas
- Olteanu, Sorin. «Linguae Thraco-Daco-Moesorum - Toponyms Section». Linguae Thraco-Daco-Moesorum (en ro, en). Archivado desde el original el 3 de enero de 2011. Consultado el 3 de enero de 2010.

- Wikimedia Commons alberga una galería multimedia sobre Arcobara.

- Datos: Q4787429
- Multimedia: Arcobara / Q4787429